# Mortes em 2003
Esta é uma relação de pessoas notáveis que morreram durante o ano de 2003, listando nome, nacionalidade, ocupação e ano de nascimento.

## Janeiro
| Dia | Nome                 | Profissão ou motivo de reconhecimento | Nacionalidade  | Ano de nasc. | Ref    |
| --- | -------------------- | ------------------------------------- | -------------- | ------------ | ------ |
| 1   | Joe Foss             | Ás da aviação                         | Estados Unidos | 1915         | [ 1 ]  |
| 1   | Giorgio Gaber        | Cantor e compositor                   | Itália         | 1939         |        |
| 1   | Joel Antônio Martins | Futebolista                           | Brasil         | 1931         |        |
| 4   | Conrad Hall          | Diretor de fotografia                 | Estados Unidos | 1926         | [ 2 ]  |
| 5   | Roy Jenkins          | Político                              | Inglaterra     | 1920         | [ 3 ]  |
| 5   | Félix Loustau        | Futebolista                           | Argentina      | 1922         | [ 2 ]  |
| 8   | Ron Goodwin          | Compositor                            | Estados Unidos | 1925         | [ 4 ]  |
| 9   | Marisa Gata Mansa    | Cantora                               | Brasil         | 1933         | [ 5 ]  |
| 11  | Maurice Pialat       | Ator e cineasta                       | França         | 1925         | [ 6 ]  |
| 11  | Jorge Lafond         | Ator                                  | Brasil         | 1953         | [ 7 ]  |
| 11  | Júlio Botelho        | Futebolista                           | Brasil         | 1929         | [ 8 ]  |
| 12  | Dean Amadon          | Ornitólogo                            | Estados Unidos | 1912         | [ 9 ]  |
| 12  | Leopoldo Galtieri    | Ex-ditador                            | Argentina      | 1926         | [ 10 ] |
| 12  | Maurice Gibb         | Músico                                | Inglaterra     | 1949         | [ 11 ] |
| 13  | Lauro Campos         | Político                              | Brasil         | 1928         | [ 12 ] |
| 17  | Richard Crenna       | Ator e diretor                        | Estados Unidos | 1926         | [ 13 ] |
| 19  | Françoise Giroud     | Política e escritora                  | Suíça          | 1916         | [ 14 ] |
| 22  | Dona Zica            | Sambista                              | Brasil         | 1913         | [ 15 ] |
| 24  | Gianni Agnelli       | Presidente da Fiat                    | Itália         | 1921         | [ 16 ] |
| 24  | Sabotage             | Rapper                                | Brasil         | 1973         | [ 17 ] |
| 24  | Robert Maertens      | Futebolista                           | Bélgica        | 1930         |        |
| 25  | Scylla Médici        | Ex-primeira-dama                      | Brasil         | 1907         |        |
| 26  | Valery Brumel        | Atleta                                | Rússia         | 1916         | [ 18 ] |
| 28  | Cícero Dias          | Pintor                                | Brasil         | 1907         | [ 19 ] |
| 31  | Arthur Costa Filho   | Ator                                  | Brasil         | 1927         | [ 20 ] |

## Fevereiro

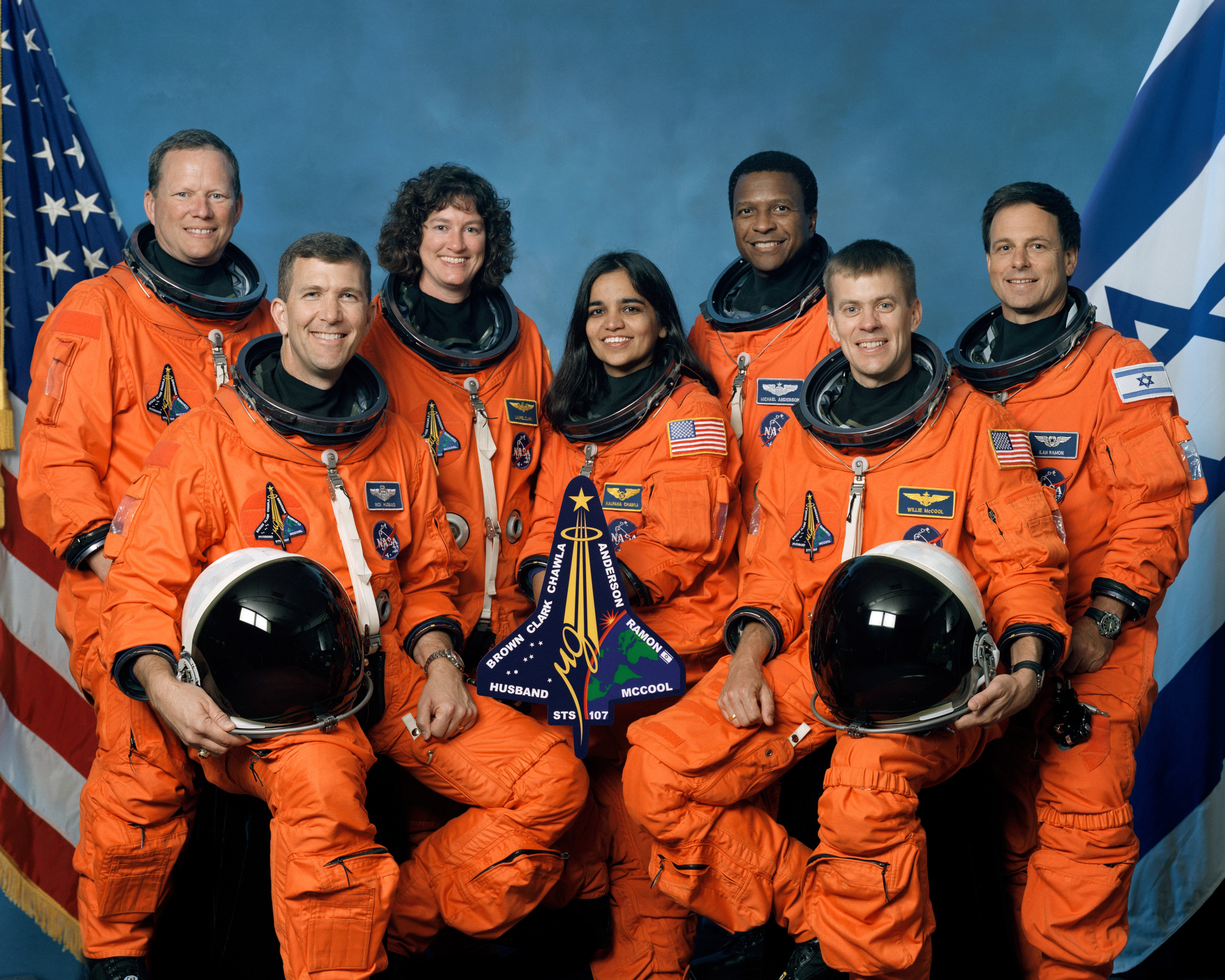
Tripulantes da missão STS-107 do Columbia

| Dia | Nome                    | Profissão ou motivo de reconhecimento | Nacionalidade  | Ano de nasc. | Ref    |
| --- | ----------------------- | ------------------------------------- | -------------- | ------------ | ------ |
| 1   | Willie McCool           | Astronauta                            | Estados Unidos | 1961         | [ 21 ] |
| 1   | Michael Anderson        | Astronauta                            | Estados Unidos | 1959         | [ 21 ] |
| 1   | Kalpana Chawla          | Astronauta                            | Índia          | 1961         | [ 21 ] |
| 1   | Rick Husband            | Astronauta                            | Estados Unidos | 1957         | [ 21 ] |
| 1   | David Brown             | Astronauta                            | Estados Unidos | 1956         | [ 21 ] |
| 1   | Laurel Clark            | Astronauta                            | Estados Unidos | 1961         | [ 21 ] |
| 1   | Ilan Ramon              | Astronauta                            | Israel         | 1954         | [ 21 ] |
| 2   | Augustinho Záccaro      | Maestro                               | Brasil         | 1948         | [ 22 ] |
| 3   | João César Monteiro     | Cineasta                              | Portugal       | 1939         | [ 23 ] |
| 6   | José Craveirinha        | Poeta                                 | Moçambique     | 1922         | [ 24 ] |
| 9   | Vera Ralston            | Atriz                                 | Chéquia        | 1919         | [ 25 ] |
| 10  | Curt Hennig             | Wrestler                              | Estados Unidos | 1958         | [ 26 ] |
| 10  | José Lewgoy             | Ator                                  | Brasil         | 1920         | [ 27 ] |
| 14  | Ovelha Dolly            | Primeiro mamífero adulto clonado      | Escócia        | 1996         | [ 28 ] |
| 20  | Maurice Blanchot        | Escritor                              | França         | 1907         | [ 29 ] |
| 23  | Christopher Hill        | Historiador                           | Inglaterra     | 1912         | [ 30 ] |
| 26  | Christian Goethals      | Automobilista                         | Bélgica        | 1928         |        |
| 27  | Fred Rogers             | Pedagogo e artista                    | Estados Unidos | 1928         | [ 31 ] |
| 28  | Chris Brasher           | Atleta                                | Guiana         | 1928         | [ 32 ] |
| 28  | Fidel Sánchez Hernández | Ex-presidente                         | El Salvador    | 1917         |        |
| 28  | Albert Batteux          | Futebolista e treinador               | França         | 1919         |        |

## Março

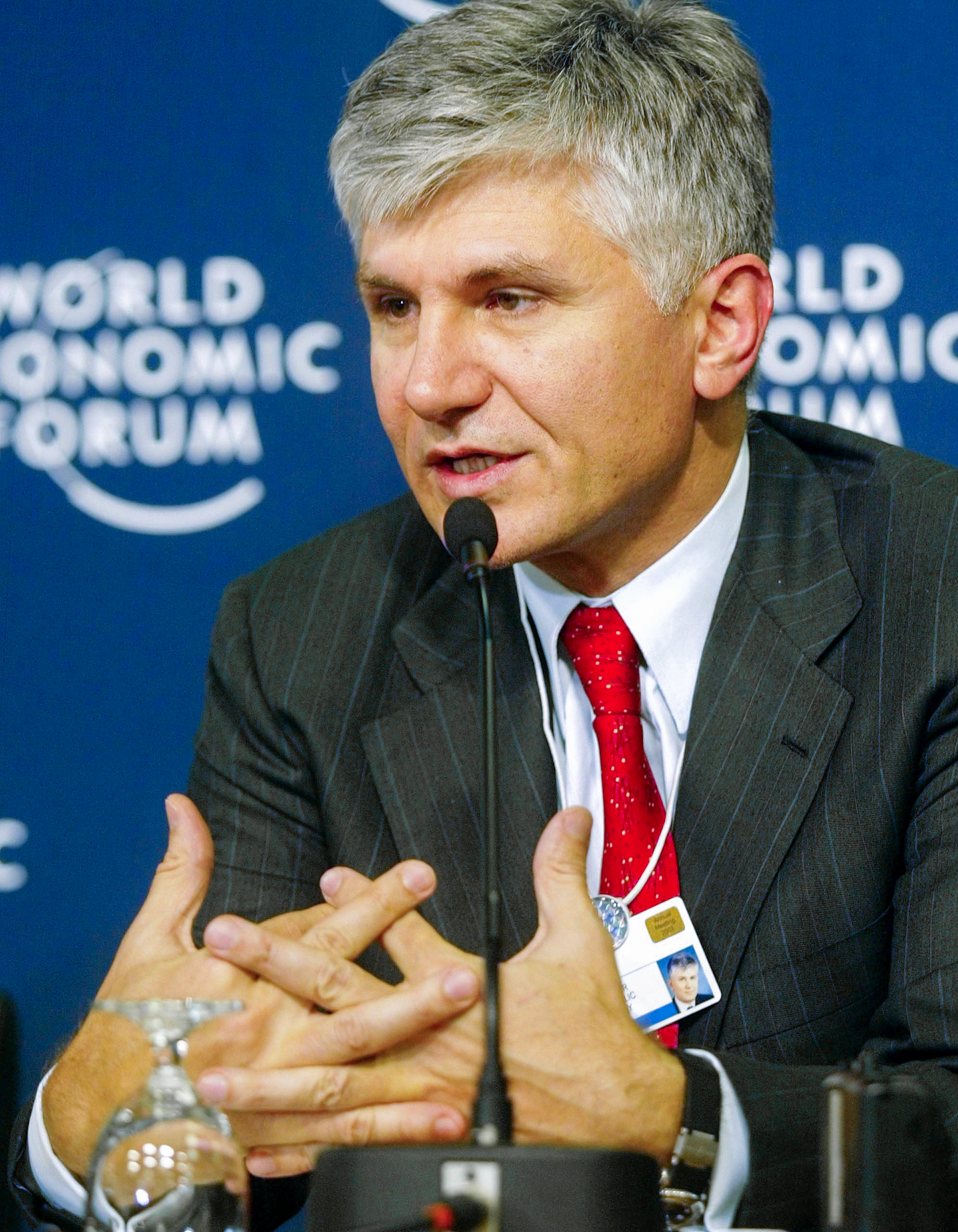
Zoran Đinđić

| Dia | Nome                        | Profissão ou motivo de reconhecimento              | Nacionalidade  | Ano de nasc. | Ref    |
| --- | --------------------------- | -------------------------------------------------- | -------------- | ------------ | ------ |
| 1   | Camacho Costa               | Ator e comediante                                  | Portugal       | 1946         | [ 33 ] |
| 2   | Roger Albertsen             | Futebolista                                        | Noruega        | 1957         | [ 34 ] |
| 2   | Malcolm Williamson          | Compositor                                         | Austrália      | 1931         | [ 35 ] |
| 2   | Hank Ballard                | Cantor e compositor                                | Estados Unidos | 1931         | [ 36 ] |
| 3   | Celly Campello              | Cantora                                            | Brasil         | 1942         | [ 37 ] |
| 3   | Horst Buchholz              | Ator                                               | Alemanha       | 1933         |        |
| 4   | Carlos Kurt                 | Ator e humorista                                   | Brasil         | 1933         | [ 38 ] |
| 4   | Lindanor Celina             | Escritora                                          | Brasil         | 1917         | [ 38 ] |
| 10  | Naftali Temu                | Atleta                                             | Quênia         | 1945         | [ 39 ] |
| 10  | Bernard Dowiyogo            | Presidente                                         | Nauru          | 1946         | [ 40 ] |
| 12  | Howard Fast                 | Escritor                                           | Estados Unidos | 1914         | [ 41 ] |
| 12  | Zoran Đinđić                | Político                                           | Sérvia         | 1952         | [ 42 ] |
| 14  | Cyll Farney                 | Ator                                               | Brasil         | 1925         | [ 43 ] |
| 14  | João Batista de Castro Dias | pecuarista,funcionário público e deputado estadual | Brasil         | 1940         |        |
| 16  | Ronald Ferguson             | Instrutor de pólo                                  | Inglaterra     | 1931         | [ 44 ] |
| 18  | Adam Osborne                | Pioneiro da computação                             | Tailândia      | 1939         | [ 45 ] |
| 18  | Karl Kling                  | Automobilista                                      | Alemanha       | 1910         |        |
| 26  | Daniel Patrick Moynihan     | Político                                           | Estados Unidos | 1927         | [ 46 ] |
| 31  | Harold S. M. Coxeter        | Matemático                                         | Inglaterra     | 1907         | [ 47 ] |

## Abril

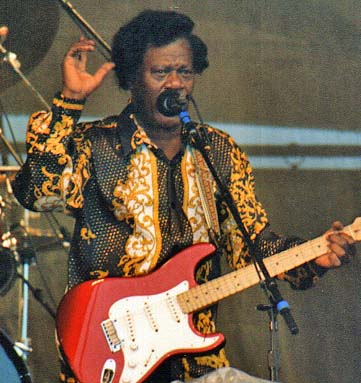
Earl King, em 1997.

| Dia | Nome                   | Profissão ou motivo de reconhecimento | Nacionalidade  | Ano de nasc. | Ref    |
| --- | ---------------------- | ------------------------------------- | -------------- | ------------ | ------ |
| 1   | Leslie Cheung          | Ator e cantor                         | Hong Kong      | 1956         | [ 48 ] |
| 6   | Anita Borg             | Cientista da computação               | Estados Unidos | 1949         | [ 49 ] |
| 7   | Albery Seixas da Cunha | Pintor                                | Brasil         | 1944         | [ 50 ] |
| 9   | Jorge Oteiza           | Escultor                              | País Basco     | 1908         | [ 51 ] |
| 17  | Earl King              | Cantor e guitarrista                  | Estados Unidos | 1944         | [ 52 ] |
| 17  | Robert Atkins          | Médico                                | Estados Unidos | 1930         | [ 53 ] |
| 17  | Paul Getty             | Filantropo                            | Inglaterra     | 1932         | [ 54 ] |
| 18  | Edgar Frank Codd       | Matemático                            | Inglaterra     | 1923         | [ 55 ] |
| 20  | Bernard Katz           | Biofísico                             | Alemanha       | 1911         | [ 56 ] |
| 20  | Daijiro Kato           | Motociclista                          | Japão          | 1976         | [ 57 ] |
| 21  | Nina Simone            | Cantora e pianista                    | Estados Unidos | 1933         | [ 58 ] |
| 30  | Aureliano Chaves       | Político                              | Brasil         | 1929         | [ 59 ] |

## Maio
| Dia | Nome                | Profissão ou motivo de reconhecimento | Nacionalidade  | Ano de nasc. | Ref    |
| --- | ------------------- | ------------------------------------- | -------------- | ------------ | ------ |
| 5   | Toni Lopes          | Ator                                  | Brasil         | 1953         |        |
| 14  | Robert Stack        | Ator                                  | Estados Unidos | 1919         | [ 60 ] |
| 14  | Dave DeBusschere    | Jogador de basquete                   | Estados Unidos | 1940         |        |
| 21  | Alejandro de Tomaso | Automobilista                         | Argentina      | 1928         |        |
| 27  | Luciano Berio       | Compositor                            | Itália         | 1925         | [ 61 ] |

## Junho
| Dia | Nome               | Profissão ou motivo de reconhecimento | Nacionalidade  | Ano de nasc. | Ref    |
| --- | ------------------ | ------------------------------------- | -------------- | ------------ | ------ |
| 7   | Trevor Goddard     | Ator                                  | Inglaterra     | 1962         | [ 62 ] |
| 12  | Gregory Peck       | Ator                                  | Estados Unidos | 1916         | [ 63 ] |
| 26  | Marc-Vivien Foé    | Futebolista                           | Camarões       | 1975         | [ 64 ] |
| 27  | Walter Hugo Khouri | Cineasta                              | Brasil         | 1929         | [ 65 ] |
| 29  | Katharine Hepburn  | Atriz                                 | Estados Unidos | 1907         | [ 66 ] |

## Julho
| Dia | Nome                         | Profissão ou motivo de reconhecimento | Nacionalidade  | Ano de nasc. | Ref    |
| --- | ---------------------------- | ------------------------------------- | -------------- | ------------ | ------ |
| 2   | Najeeb Halaby                | Empresário                            | Estados Unidos | 1915         | [ 67 ] |
| 4   | Barry White                  | Músico e produtor musical             | Estados Unidos | 1944         | [ 68 ] |
| 5   | Isabel de Orléans e Bragança | Nobre                                 | França         | 1911         |        |
| 5   | N!xau                        | Ator                                  | Namíbia        | 1944         | [ 69 ] |
| 6   | Buddy Ebsen                  | Ator                                  | Estados Unidos | 1908         | [ 70 ] |
| 6   | Ayres Campos                 | Ator e Cantor                         | Brasil         | 1923         |        |
| 8   | Tarcísio Burity              | Político, jurista e escritor          | Brasil         | 1938         | [ 71 ] |
| 10  | Manuel Vasques               | Futebolista                           | Portugal       | 1926         | [ 72 ] |
| 10  | Rubén Navarro                | Futebolista                           | Argentina      | 1933         | [ 73 ] |
| 16  | Celia Cruz                   | Cantora                               | Cuba           | 1925         | [ 74 ] |
| 20  | Lauri Aus                    | Ciclista                              | Estónia        | 1970         |        |
| 22  | Uday Hussein                 | Político, filho de Saddam Hussein     | Iraque         | 1964         |        |
| 22  | Qusay Hussein                | Político, filho de Saddam Hussein     | Iraque         | 1966         |        |
| 24  | Rogério Cardoso              | Ator                                  | Brasil         | 1937         | [ 75 ] |
| 26  | Harold Charles Schonberg     | Jornalista e crítico musical          | Estados Unidos | 1915         |        |
| 26  | Francisca Trindade           | Deputada Estadual                     | Brasil         | 1966         |        |
| 27  | Noronha                      | Futebolista                           | Brasil         | 1918         |        |
| 28  | Noite Ilustrada              | Cantor                                | Brasil         | 1928         | [ 76 ] |
| 29  | Foday Sankoh                 | Líder rebelde                         | Serra Leoa     | 1937         | [ 77 ] |
| 31  | Bigode                       | Futebolista                           | Brasil         | 1922         | [ 78 ] |

## Agosto
| Dia | Nome                   | Profissão ou motivo de reconhecimento | Nacionalidade  | Ano de nasc. | Ref    |
| --- | ---------------------- | ------------------------------------- | -------------- | ------------ | ------ |
| 1   | Guy Thys               | Futebolista e treinador               | Bélgica        | 1922         | [ 79 ] |
| 1   | Marie Trintignant      | Atriz                                 | França         | 1962         | [ 80 ] |
| 2   | Paulinho Nogueira      | Cantor e compositor                   | Brasil         | 1929         | [ 81 ] |
| 6   | Roberto Marinho        | Jornalista e empresário               | Brasil         | 1904         | [ 82 ] |
| 9   | Gregory Hines          | Ator e dançarino                      | Estados Unidos | 1946         | [ 83 ] |
| 11  | Armand Borel           | Matemático                            | Suíça          | 1923         |        |
| 13  | Helmut Rahn            | Futebolista                           | Alemanha       | 1939         | [ 84 ] |
| 16  | Haroldo de Campos      | Poeta e tradutor                      | Brasil         | 1929         | [ 85 ] |
| 16  | Idi Amin               | Ex-ditador                            | Uganda         | 1925         | [ 86 ] |
| 19  | Sérgio Vieira de Mello | Diplomata                             | Brasil         | 1948         |        |
| 19  | Carlos Roberto Reina   | Ex-presidente                         | Honduras       | 1926         |        |
| 20  | Ian Macdonald          | Matemático                            | Inglaterra     | 1948         | [ 87 ] |
| 29  | Mohamed Baqir al-Hakim | Aiatolá                               | Iraque         | 1939         |        |
| 30  | Charles Bronson        | Ator                                  | Estados Unidos | 1921         | [ 88 ] |

## Setembro
| Dia | Nome                | Profissão ou motivo de reconhecimento | Nacionalidade  | Ano de nasc. | Ref    |
| --- | ------------------- | ------------------------------------- | -------------- | ------------ | ------ |
| 1   | Ramón Serrano Súñer | Político                              | Espanha        | 1901         |        |
| 7   | Warren Zevon        | Cantor, compositor e músico           | Estados Unidos | 1947         | [ 89 ] |
| 10  | Vítor Damas         | Futebolista                           | Portugal       | 1947         | [ 90 ] |
| 11  | John Ritter         | Ator e comediante                     | Estados Unidos | 1948         | [ 91 ] |
| 12  | Johnny Cash         | Músico e escritor                     | Estados Unidos | 1932         | [ 92 ] |
| 22  | Wolfgang Peters     | Futebolista                           | Alemanha       | 1929         |        |
| 23  | Olle Anderberg      | Lutador                               | Suécia         | 1919         |        |
| 26  | Shawn Lane          | Músico                                | Estados Unidos | 1963         | [ 93 ] |
| 28  | Elia Kazan          | Diretor e produtor cinematográfico    | Estados Unidos | 1909         | [ 94 ] |

## Outubro
| Dia | Nome                                | Profissão ou motivo de reconhecimento | Nacionalidade        | Ano de nasc. | Ref    |
| --- | ----------------------------------- | ------------------------------------- | -------------------- | ------------ | ------ |
| 13  | Byron Wilson Pereira de Albuquerque | Botânico                              | Brasil               | 1932         |        |
| 14  | Moktar Ould Daddah                  | Político                              | Mauritânia           | 1924         |        |
| 19  | Alija Izetbegović                   | Ex-presidente                         | Bósnia e Herzegovina | 1925         |        |
| 19  | Road Warrior Hawk                   | Lutador de Wrestling                  | Estados Unidos       | 1957         | [ 95 ] |
| 21  | Elliott Smith                       | Cantor e músico                       | Estados Unidos       | 1969         | [ 96 ] |
| 22  | Tony Renna                          | Automobilista                         | Estados Unidos       | 1976         | [ 97 ] |

## Novembro
| Dia | Nome                  | Profissão ou motivo de reconhecimento     | Nacionalidade    | Ano de nasc. | Ref     |
| --- | --------------------- | ----------------------------------------- | ---------------- | ------------ | ------- |
| 4   | Rachel de Queiroz     | Escritora                                 | Brasil           | 1910         | [ 98 ]  |
| 5   | Richard Wollheim      | Filósofo                                  | Inglaterra       | 1936         |         |
| 5   | Nelson Maculan        | Empresário e político                     | Brasil           | 1915         |         |
| 6   | Eduardo Palomo        | Ator                                      | México           | 1962         |         |
| 8   | Álvaro Martins        | Guitarrista                               | Portugal         | 1918         |         |
| 10  | Canaan Sodindo Banana | Ex-presidente                             | Zimbabwe         | 1936         | [ 99 ]  |
| 12  | Jonathan Brandis      | Ator                                      | Estados Unidos   | 1976         | [ 100 ] |
| 12  | Kay E. Kuter          | Ator                                      | Estados Unidos   | 1925         |         |
| 13  | Mitoyo Kawate         | Supercentenária                           | Japão            | 1889         | [ 101 ] |
| 24  | Floco de Neve         | Gorila                                    | Guiné Equatorial | 1963 ou 1964 | [ 102 ] |
| 26  | Soulja Slim           | Rapper                                    | Estados Unidos   | 1977         |         |
| 30  | António Jesus Correia | Futebolista e jogador de hóquei em patins | Portugal         | 1924         | [ 103 ] |

## Dezembro
| Dia | Nome                       | Profissão ou motivo de reconhecimento | Nacionalidade   | Ano de nasc. | Ref     |
| --- | -------------------------- | ------------------------------------- | --------------- | ------------ | ------- |
| 3   | Dulce Chacón               | Escritora                             | Espanha         | 1954         | [ 104 ] |
| 4   | Maria de Arruda Müller     | Poetisa e professora                  | Brasil          | 1898         | [ 105 ] |
| 6   | Carlos Manuel Arana Osorio | Ex-presidente                         | Guatemala       | 1918         |         |
| 10  | Raúl Savoy                 | Futebolista                           | Argentina       | 1940         |         |
| 11  | Ahmadou Kourouma           | Escritor                              | Costa do Marfim | 1927         |         |
| 12  | Heydar Aliyev              | Ex-presidente                         | Azerbaijão      | 1923         |         |
| 12  | Keiko                      | Orca                                  | Islândia        | 1976         | [ 106 ] |
| 14  | Jeanne Crain               | Atriz                                 | Estados Unidos  | 1925         |         |
| 17  | José Richa                 | Político                              | Brasil          | 1933         | [ 107 ] |
| 18  | Charles Berlitz            | Escritor                              | Estados Unidos  | 1914         |         |
| 24  | Hugo Argüelles             | Escritor e diretor de teatro          | México          | 1932         |         |
| 27  | Haroldo de Oliveira        | Ator                                  | Brasil          | 1942         |         |
| 30  | Anita Mui                  | Cantora                               | Hong Kong       | 1963         | [ 108 ] |